# Matelea rhynchocephala
Matelea rhynchocephala är en oleanderväxtart som beskrevs av Krings. Matelea rhynchocephala ingår i släktet Matelea och familjen oleanderväxter. Inga underarter finns listade i Catalogue of Life.